# 백일해 백신

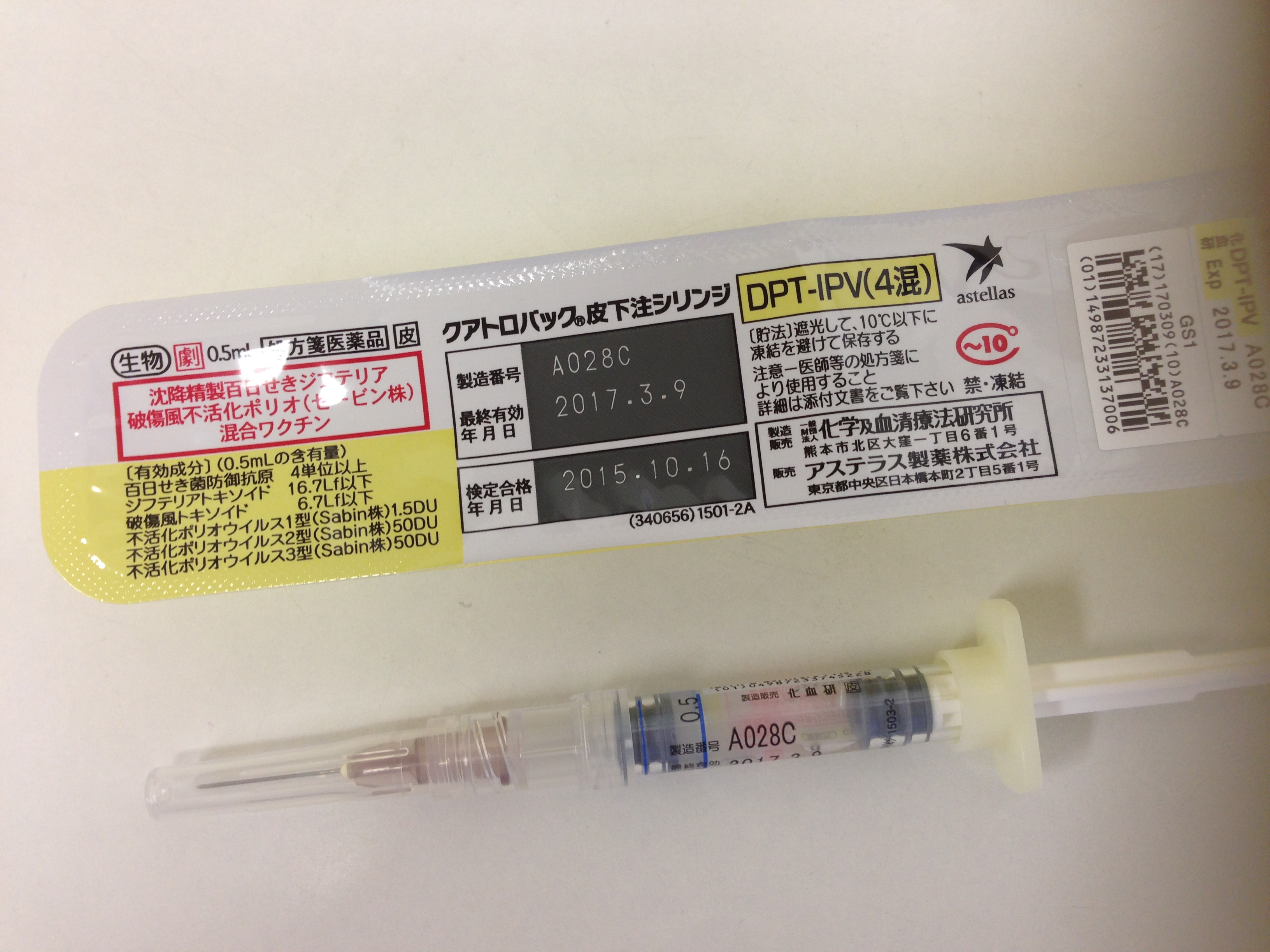
백일해는 보통 DPT 백신 조합을 통해서 접종한다.

백일해 백신(영어: Pertussis vaccine)은 백일해 질병에 대응하는 백신이다. 백신의 종류에는 전세포 백신과 무세포 백신이 있는데, 전세포 백신은 78%의 효가가 있고, 무세포 백신은 71-85% 효과가 있다. 백신의 효과는 접종 후 매년 2~10%의 효과가 감소하는 것으로 나타났으며, 무세포 백신이 더 빠르게 효과가 감소한다. 임신 중에 접종하면, 태아도 면역 효과를 보기 때문에, 임산부에도 권장된다. 이 백신은 2002년에 50만명 이상의 생명을 구한 것으로 추정된다.
세계보건기구(WHO)와 미국 질병통제예방센터는 모든 어린이에 대해 예방 접종을 할 것을 권고하고 있다. 심지어 면역이 약한 후천면역결핍증후군환자도 접종을 권장한다. 유아 6주부터 세번의 접종이 권장된다. 어린이와 성인에게는 추가적인 백신이 필요할 수 있다. 보통 백신은 파상풍과 디프테리아와 함께 조합하여 사용한다.
무세포 백신은 부작용이 적기 때문에, 선진국에서 더 일반적으로 사용된다. 전세포 백신 접종을 한 사람은 10~50%의 비율로 주사부위에서 열이 나거나 발적을 나타낸다.
백일해 백신은 1926년에 개발되었다. WHO 필수 의약품 목록에 백일해 백신이 등재되어 있다. 개발 도상국에서 백일해-파상풍-디프테리아-폴리오-HIB 백신의 조합은 2015년 기준으로 13.86USD로 제공된다.

## 효과
무세포 백일해 백신은 소아의 백일해를 85% 정도 예방한다. 이전에 주로 사용하던 전세포 백신에 비해 더 높거나 유사한 효능을 갖지만, 효과는 더 빠르다. 무세포 백신은 전세포 백신보다 부작용이 더 적다.
광범위한 예방 접종에도 불구하고, 가장 흔한 감염병 중의 하나로 남아 있다. 백일해가 최근에 돌연변이를 일으키고, 기존의 약해진 면역력이 다시 나타나는 경향이 있다.
일부 연구에 따르면, 무세포 백일해 백신은 질병을 예방하는데 효과가 있지만, 감염 및 전파를 막는데는 효과가 없다고 한다. 즉, 예방 접종을 받은 사람은 가벼운 증상이나 무증상으로 질병을 전파할 수 있다.

## 접종 방법
미국에서는 첫번째 접종은 탄생 6주에 접종을 권장하며, 이후 4주 간격으로 2회 추가 접종을 권장한다.

### 한국에서는 다음과 같이 접종한다.[13]
- 접종대상 : 모든 영유아
- 접종 시기

1. 생후 2, 4, 6개월에 3회 기초접종
2. 생후 15~18개월과 만 4~6세 때 각각 1회 추가접종
3. 만 11~12세 때 Tdap 또는 Td 백신으로 1회 접종

### 접종 후 이상 반응
DTaP 예방접종 후에 생길 수 있는 부작용은 거의 없다. 이상반응 중 가장 흔한 것은 접종 부위가 빨갛게 변하고 붓고, 통증, 어지러움, 식욕부진, 구토, 미열이 나타날 수 있다. 접종 부위의 국소 이상반응은 4차, 5차 접종 때 심하게 발생하는 경향이 있다. 고열, 경기, 아나필락시스 반응, 경련 등의 심각한 부작용이 드물게 발생하기도 한다.

## 백신 조합
백일해 백신은 여러 가지 백신의 조합으로 접종된다. 파상풍 백신과 디프테리아 백신을 조합하여 보통 구성한다. 함께 있는 백신 중 가장 대표적인 것이 DPT 혹은 Tdap이며, T는 파상풍, d와 p는 각각 디프테리아와 백일해를 가리킨다. 그 외에도 조합에 따라서 Td 백신, DT 백신 등이 존재하며, Hib 백신이나 B형 간염 백신, 소아마비 백신을 조합할 때도 있다.